# Мошница Ноуа (Тимиш)
Мошница Ноуа (рум. Moşniţa Nouă) насеље је у Румунији у округу Тимиш у општини Мошница Ноуа. Oпштина се налази на надморској висини од 90 m.

## Историја
По "Румунској енциклопедији" је основано 1902. године, колонизацијом Мађара из округа Бекеш и града Сентеш.

## Становништво
Према подацима из 2002. године у насељу је живело 4298 становника.

### Попис2002.
| Расподела становништва по националности 2002.‍ | Расподела становништва по националности 2002.‍ | Расподела становништва по националности 2002.‍ | Расподела становништва по националности 2002.‍ | Расподела становништва по националности 2002.‍ |
| --------------------------------------------- | --------------------------------------------- | --------------------------------------------- | --------------------------------------------- | --------------------------------------------- |
|                                               |                                               |                                               |                                               |                                               |
| Румуни                                        | Румуни                                        |                                               | 3.530                                         | 82,2%                                         |
| Мађари                                        | Мађари                                        |                                               | 598                                           | 13,9%                                         |
| Роми                                          | Роми                                          |                                               | 114                                           | 2,7%                                          |
| Украјинци                                     | Украјинци                                     |                                               | 6                                             | 0,1%                                          |
| Немци                                         | Немци                                         |                                               | 20                                            | 0,5%                                          |
| Срби                                          | Срби                                          |                                               | 5                                             | 0,1%                                          |
| Словаци                                       | Словаци                                       |                                               | 21                                            | 0,5%                                          |

### Хронологија
| Година       | 1992 | 1993 | 1994 | 1995 | 1996 | 1997 | 1998 | 1999 | 2000 | 2001 | 2002 | 2003 | 2004 | 2005 | 2006 | 2007 | 2008 | 2009 | 2010 | 2011 | 2012 | 2013 | 2014 | 2015 | 2016 | 2017 |
| ------------ | ---- | ---- | ---- | ---- | ---- | ---- | ---- | ---- | ---- | ---- | ---- | ---- | ---- | ---- | ---- | ---- | ---- | ---- | ---- | ---- | ---- | ---- | ---- | ---- | ---- | ---- |
| Становништво | 4009 | 4028 | 4063 | 4037 | 4020 | 4022 | 4004 | 4009 | 4020 | 4047 | 4046 | 4088 | 4123 | 4188 | 4304 | 4496 | 4765 | 4990 | 5198 | 5555 | 6033 | 6397 | 6840 | 7239 | 7895 | 8652 |